# Iglesia Episcopal Metodista Africana (Miami)
La Iglesia Episcopal Metodista Africana (en inglés: Greater Bethel AME Church) es una iglesia histórica ubicada en Miami, Florida. La Iglesia Episcopal Metodista Africana se encuentra inscrita  en el Registro Nacional de Lugares Históricos desde el 17 de abril de 1992. Forma parte del Downtown Miami MRA. 

## Ubicación
La Iglesia Episcopal Metodista Africana se encuentra dentro del condado de Miami-Dade en las coordenadas 25°46′54″N 80°11′57″O / 25.781667, -80.199167.